# Maison sous la Farnesina
Pour les articles homonymes, voir Farnesina.

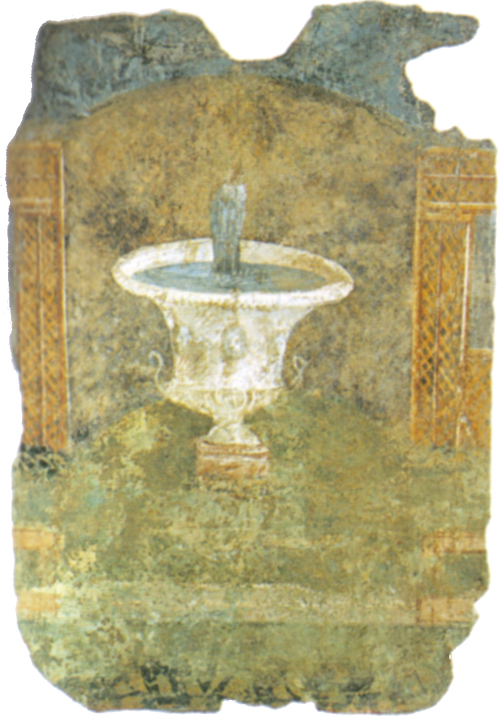
Peinture de jardin

La maison sous la Farnesina (italien : Casa della Farnesina) est une antique construction aristocratique de Rome située dans le Trastevere, en partie sous les jardins de la villa Farnesina d'où elle tire son nom. Disposée selon une planimétrie complexe, elle possède des peintures pariétales remarquables.

## Historique
La maison a été retrouvée par hasard durant les fouilles pour la construction des berges du Tibre en 1880. Jusqu'ici il n'a été possible d'en fouiller qu'une moitié située sous les jardins, la partie sous les constructions de la via della Lungara restant méconnue. Parmi les hypothèses d'attribution de cette villa urbana est évoquée sa construction pour le mariage de Julia, fille d'Auguste avec Agrippa.

## Architecture
L'édifice est orienté nord est - sud ouest le long du fleuve et son axe était centré sur une grande exèdre, tournée vers le fleuve dans une intéressante combinaison de perspective. La structure était soutenue par trois murs concentriques avec une façade extérieure à éperon qui se poursuivait au-delà d'un portique orienté vers le fleuve sur les avant-corps latéraux (du moins celui de droite, seul fouillé). La partie vers le Trastevere était au contraire parcourue d'un long cryptoportique avec des voûtes reposant sur des colonnes. Sur la rue se trouvait également une longue enfilade de cellules destinées à des boutiques et des entrepôts.
La partie centrale de la maison présentait une petite cour sur laquelle s'ouvraient deux cubicula et un œcus. Un autre cubiculum s'ouvrait, l'été sur l'exèdre. Le reste de l'avant-corps de gauche était occupé par des salles de moindre importance et quelques cours découvertes.
La villa peut être comparée à la villa des Mystères de Pompéi ou avec les jardins Luculliani à Rome, où l'on retrouve le goût scénographique d'origine hellénistique, en particulier dans les façades tournées vers la mer ou une vallée (ici vers le fleuve) : dans tous ces exemples, le centre est occupé par une exèdre bordée par des galeries en arcades. Ces structures se trouvent aussi dans d'innombrables représentations peintes dans les « scènes de paysage » de Pompéi.

## Peintures
Les peintures et les stucs de la maison ont été détachés des murs au moment des fouilles et se trouvent aujourd'hui dans la section du Palais Massimo alle Terme du musée national romain. Proviennent également de la Farnesina deux fragments de peinture romaine de jardin, de peu postérieurs au spécimen le plus ancien de ce genre connu à Rome, les fresques du nymphée souterrain de la villa de Livie (-40 - -20). Il s'agit de deux fontaines de marbre en forme de vase, posées sur un fond vert dans une niche entourée d'une claustra de roseaux.

### Lecubiculum B

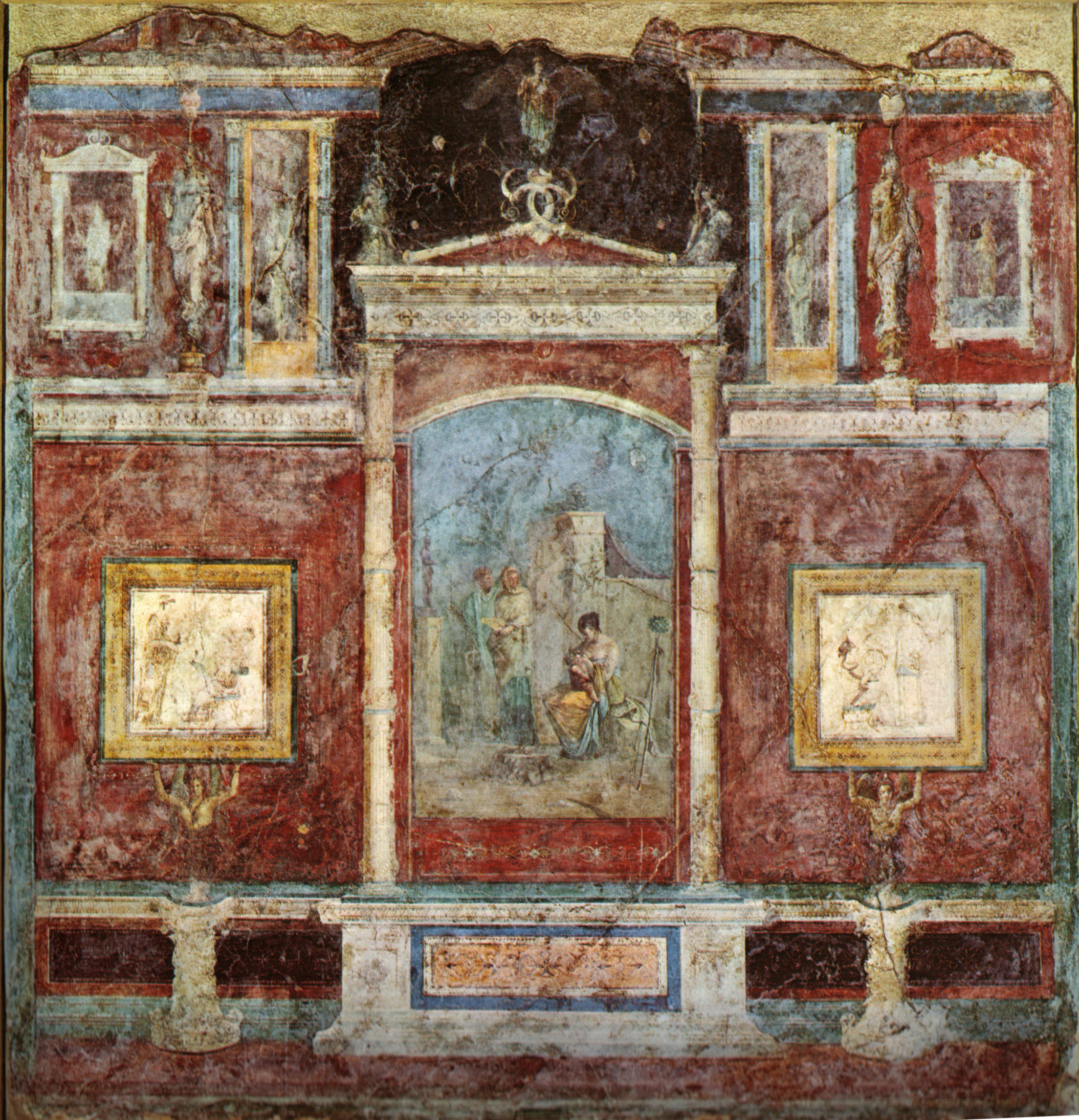
Maison sous la Farnesina, mur du cubiculum B

Les peintures du mur du fond du cubiculum B sont particulièrement bien conservées. Une signature sur le mur donne le nom de l'un des peintres de l'atelier qui ont réalisé la décoration, Seleukos, nom d'origine syriaque. La paroi est partitionnée en trois verticalement selon le schéma habituel mais ne présente aucune des perspectives illusionnistes du deuxième style. La partie centrale présente une niche contenant un cadre mais sans paysage à l'arrière. La plinthe du bas est à fond rouge comme les panneaux latéraux où font saillie deux corps reposant sur des colonnettes et supportant des cadres ; le haut de la partie centrale au fond plus sombre est décorée d'un tympan et de frêles victoires ailées entourées de niches et de petits édicules.
La scène du cadre central est un épisode de l'enfance de Dionysos, d'après un original grec du IVe siècle av. J.-C. alors que les deux tableaux latéraux, soutenus par des génies féminins ailés ont un fond blanc et des scènes de gynécée dessinées dans un style archaïsant, repris d'un original du Ve siècle av. J.-C. Le caractère éclectique de la composition est frappant : de grandes surfaces de couleur et une fine structure architectonique typique du troisième style, des décorations accessoires neo-attiques (génies, victoires, grappes, acrotères…) et des tableaux classiques reproduits en grande dimension. L'atmosphère classicisante des peintures les a fait dater entre -20 - -10.

### La salle noire

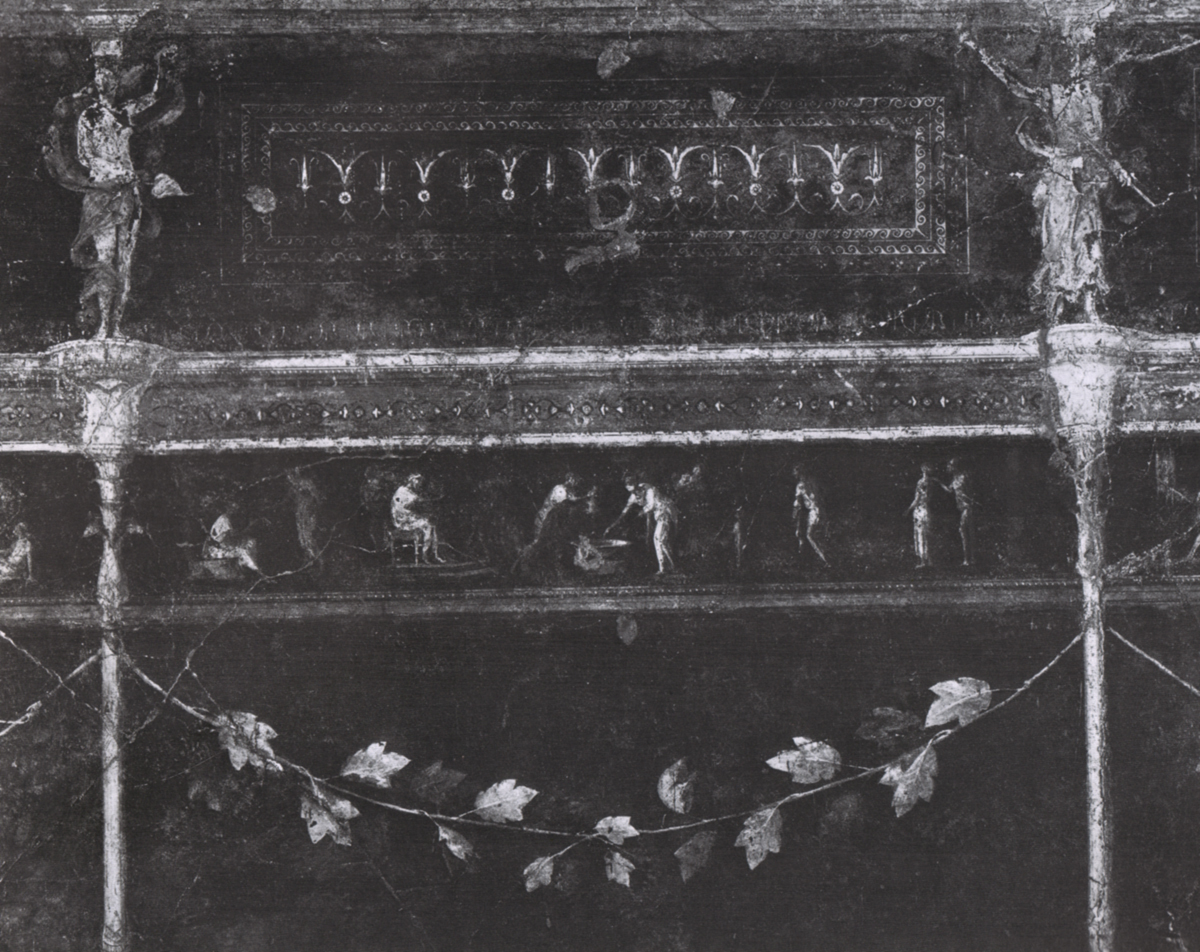
La salle noire

Parmi les pièces de la maison se trouve une grande salle décorée de peintures à fond noir, en champs divisés par de fines colonnettes peintes. La plinthe du bas est décorée de motifs en méandres. La frise est particulièrement intéressante, composée de scène égyptisantes, centrées probablement sur le thème de la justice, qui semblent illustrer un texte littéraire qui ne nous est pas connu, peut-être un roman alexandrin populaire. En général les scènes comportent une première partie où l'on voit surgir la controverse et une deuxième qui montre le jugement proprement dit.
Le fond monochrome et la fonction purement décorative de la fine structure architectonique situent ces peintures dans la période du troisième style pompéien, anti-baroque, avec des parois conçues unitairement plutôt que comme prétexte à des jeux des perspectives. L'écriture a macchie, très recherchée, trouve ses modèles dans l'Égypte du Ier siècle.

## Stucs

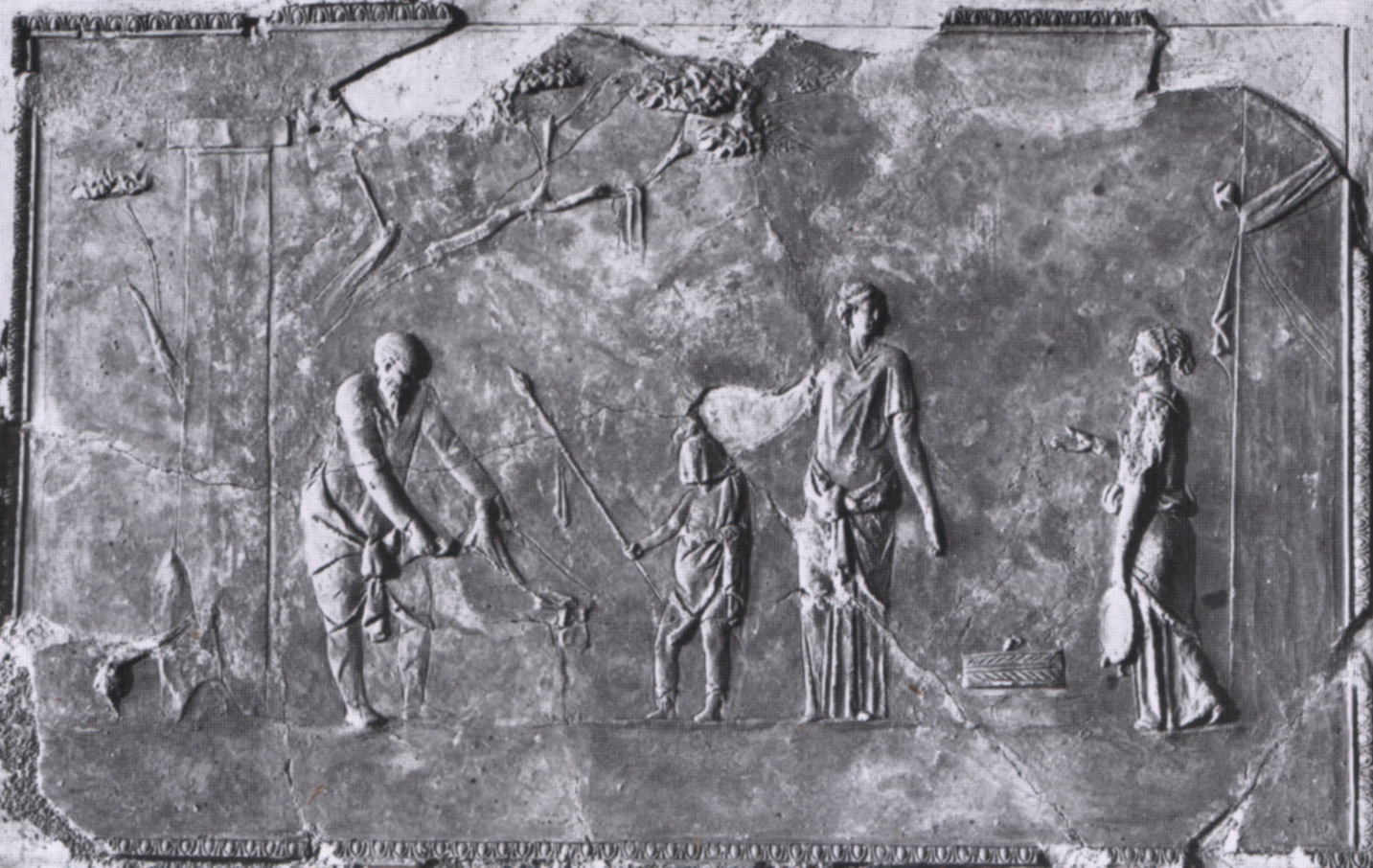
Stucs de la scène d'initiation dionysiaque de Césarion, fils de Jules César et de Cléopâtre

Les cubicula B, D et E étaient surmontés de voûtes en berceau couverts de stucs, aujourd'hui conservés au musée des Thermes. La décoration est organisée en petites et grandes zones de formes carrée, rectangulaire et en méandres, avec des bordures composées de légères cimaises. Les tableautins présentent des motifs à caractère archaïsant ou grotesque (victoires, petits amours, griffons arimaspes, candélabres, girali). Les grands panneaux sont décorés de paysages idylliques (cubicula B, D et angles du E), cycles de scènes dionysiaques (angles des cubicula B et D) et de scènes du mythe de Phaéton (centre du cubiculum E).
Le panneau central du D est particulièrement représentatif d'une scène d'initiation dionysiaque, avec un silène déployant la mystica vannus Iacchi en présence d'un enfant à la tête couverte, l'initié, d'une marraine, et d'un servant. Le fond est essentiel, avec un platane (arbre dionysiaque), un pilastre (à gauche) et un rideau de coulisse (à droite). On peut voir dans cette scène les tendances de la peinture à l'affinement des éléments et à la simplification de la composition. La disposition symétrique et le rendu des détails particulièrement soignés malgré un relief très fin témoignent du niveau atteint par l'art augustéen (it) dans ce type de décoration.

### Source
- (it) Cet article est partiellement ou en totalité issu de l’article de Wikipédia en italien intitulé « Casa della Farnesina » (voir la liste des auteurs).